# Renault Espace III
La Renault Espace III è la terza generazione della Renault Espace, un'autovettura monovolume prodotta dalla Renault dal 1996 al 2002.

## Storia e profilo

### Genesi e debutto
La terza generazione della fortunata monovolume della Casa della Losanga fu anche l'ultima ad essere stata progettata dalla Matra. Il progetto, noto con la sigla P52 presso la Casa di Romorantin e come J66 presso la Renault, ebbe tra le varie specifiche quella di migliorare le già notevoli doti di modularità dello spazio interno, ma anche le doti di capacità del bagagliaio anche in configurazione a sette posti, un aspetto quest'ultimo che durante la carriera della Espace II fu oggetto di critiche. Per questo motivo venne utilizzato un nuovo pianale, più moderno, ossia quello della Laguna I, già di per sé dotato di un passo più lungo rispetto a quello della precedente Espace, ma che venne allungato di ulteriori 3 cm per poter garantire un'abitabilità ai massimi livelli e nel contempo migliori doti di capacità del bagagliaio. Un altro fattore su cui il progetto P52 volle porre l'accento fu quello della convivialità, ed allora ecco che i progettisti Matra lavorarono molto sull'insonorizzazione allo scopo di impedire la penetrazione di rumori e vibrazioni nell'abitacolo e ottenere così un ambiente ovattato e confortevole dove i passeggeri potessero conversare tra loro anche dalla prima all'ultima fila di sedili senza dover alzare la voce.
La terza generazione della Espace fu presentata a Parigi nell'ottobre del 1996, ma la sua commercializzazione fu avviata solo nel mese di dicembre. Per questo motivo alcune fonti riportano il 1996 come data di debutto, mentre altre riportano il 1997.

#### Design esterno ed interno
Dal punto di vista stilistico, la Espace III propose nuove soluzioni di design, allo scopo di rendere più moderne le forme ed i contenuti della vettura. Innanzitutto, la terza generazione della fortunata monovolume francese era più lunga di quasi 9 cm rispetto alla precedente Espace e ciò allo scopo di migliorare le doti di abitabilità interna, ma anche per ribadire il ruolo di monovolume di grossa taglia già introdotto con la generazione uscente. Per quanto riguarda le nuove soluzioni stilistiche introdotte dalla Espace III, il frontale proponeva una nuova calandra quasi del tutto priva di stemmi centrali (il logo era presente solo sul lato inferiore del cofano motore. Quest'ultimo presentava un andamento che proprio nella zona inferiore andava a "tagliare" i fari anteriori in maniera tale da renderli conformi al corso stilistico Renault di quegli anni, e che quindi veniva condiviso con i modelli Laguna e Mégane, anche se questi ultimi presentavano invece una calandra divisa in due dal caratteristico "naso", ossia da un prolungamento appuntito nella zona centrale inferiore del cofano motore. Alla base dei montante anteriori erano presenti due specchietti retrovisori esterni caratterizzati dal loro disegno molto aerodinamico e dal fatto di possedere due piccole prese d'aria che andavano a far parte del sistema di ventilazione dell'abitacolo. Sul tetto erano presenti barre portaoggetti dalla posizione regolabile, ma che potevano anche essere rimosse del tutto. Le superfici vetrate continuavano ad essere assai generose in modo da favorire la visibilità. Come nella precedente Espace, anche nel nuovo modello il portellone d'accesso al vano bagagli costituiva quasi l'intera sezione della parte posteriore. Gli allestimenti più ricchi potevano contare anche sul lunotto apribile separatamente.
L'abitacolo della Espace III era assai più spazioso rispetto a quello della Espace II: ciò era stato possibile grazie all'accurata progettazione degli interni, che ha previsto in primis l'utilizzo di un nuovo pianale dal passo più lungo di 12 cm, ma anche, e non meno importante, il ricorso alla disposizione trasversale del motore, quest'ultima una soluzione assai efficace se si vuole ottimizzare gli spazi interni. In questo modo la terza generazione della popolare monovolume cancellò le critiche relative allo spazio interno mosse dalla stampa durante la carriera commerciale della Espace II. Il posto guida della Espace III era caratterizzato dalla presenza di un nuovo e, per l'epoca, quasi avveniristico cruscotto centrale di tipo digitale. Tale cruscotto era a sviluppo orizzontale, racchiuso da una palpebra, ed era costituito in pratica da un display per la visualizzazione delle principali informazioni. In posizione centrale era anche il grosso cassetto del vano portaoggetti (della capacità di ben 33 litri), mentre tra questo e il già citato cruscotto centrale prendeva posto una lunga fila di prese d'aria per la climatizzazione dell'abitacolo, alternate a piccoli vani portaoggetti, il tutto disposto lungo l'intera larghezza della plancia. Nella sua configurazione meno ricca, la Espace III era prevista di serie con soli cinque posti: per avere la terza fila di sedili occorreva pagare un supplemento. Nel caso, appunto, di versioni a cinque posti, il bagagliaio della Espace III aveva una capacità di 900 litri a filo con la cappelliera, che però salivano a 1.450 litri andando ad "invadere" anche la zona superiore. Eliminando poi i tre sedili dietro il conducente, si poteva contare fino a ben 2.850 litri di capacità di carico.

#### Struttura, motori e meccanica
Realizzata ancora una volta presso lo stabilimento Matra di Romorantin, la Espace III riprendeva dai due modelli precedenti la filosofia costruttiva, vale a dire con struttura in lamiera galvanizzata e con pannelli carrozzeria in materiale composito.
Al suo debutto, la Espace III era prevista in tre motorizzazioni, due a benzina ed una a gasolio:
- 2.0: motorizzazione di accesso, consistente in un'unità monoalbero da 1998 cm³ e con potenza massima di 114 CV;
- 3.0: motorizzazione di punta, consistente in una riedizione del PRV, qui nella cilindrata di 2963 cm³, in configurazione monoalbero e con potenza massima di 167 CV;
- 2.2 dT 12v: motorizzazione turbodiesel ad iniezione indiretta con cilindrata di 2188 cm³ e con potenza massima di 113 CV.

Due le varianti di cambio previste: il 2 litri a benzina ed il 2.2 a gasolio erano accoppiati con un cambio manuale a 5 marce, mentre la versione V6 usciva di fabbrica con un cambio automatico a 4 rapporti.
Il pianale utilizzato è derivato da quello della prima generazione della Laguna, combinato però con alcuni componenti derivati direttamente dall'ammiraglia di Casa, la Safrane. Da quest'ultima venne ripreso ad esempio l'avantreno di tipo MacPherson, ma con barra antirollio ripresa dalla Laguna. L'avantreno era inoltre fissato al pianale mediante un telaietto ausiliario realizzato mediante la tecnica dell'idroformatura, tecnica che consente l'ottenimento di componenti più robusti e rigidi. Il retrotreno della Espace III era invece ad assale semirigido con barra Panhard: quest'ultima incorporava anche la barra stabilizzatrice. Su entrambi gli assi completavano il quadro molle elicoidali ed ammortizzatori idraulici telescopici. Nelle due motorizzazioni minori, l'impianto frenante era di tipo misto, vale a dire con dischi all'avantreno e tamburi al retrotreno. Alla versione con motore V6, invece, era abbinato un impianto frenante a quattro dischi, dei quali quelli anteriori erano autoventilanti. Lo sterzo era a cremagliera, con servosterzo ad incidenza variabile.

### Evoluzione
Nel mercato italiano la Espace III giunse solo all'inizio del 1997: in quell'anno, la gamma beneficiò di uno degli step evolutivi di maggior peso per la gamma della Espace III fu l'avvento della Grand Espace: per sopprimere definitivamente anche gli ultimi focolai di polemiche che nutrivano ancora dubbi sulle doti di spazio ed abitabilità della monovolume francese, al Salone di Francoforte venne presentata questa nuova versione, dotata di passo maggiorato di ben 17 cm e lunghezza complessiva aumentata di 26 cm. Gli altri 9 cm di lunghezza in più rispetto all'aumento del passo finirono tutti nel bagagliaio, ed infatti la Grand Espace è riconoscibile dalla Espace III normale anche per l'aumento dello sbalzo posteriore. Grazie a tali caratteristiche la capacità di carico crebbe notevolmente fino a raggiungere i 3.1 m³ (3.100 litri). Le motorizzazioni previste per la Grand Espace furono le stesse della Espace III normale.
Nel 1998 la gamma motori si ampliò con l'arrivo di un nuovo 2 litri bialbero da 140 CV, che affiancò la corrispondente versione monoalbero. Inoltre, il 3 litri PRV fu sostituito dal nuovo 3 litri L7X, anch'esso con architettura V6, ma con distribuzione bialbero per ogni bancata e potenza massima di 190 CV.
Nel 1999 vi fu l'arrivo del "piccolo" 1.9 dTi, dotato di alimentazione ad iniezione diretta, ma ancora con pompa rotativa. Qui la potenza massima si fermava a 98 CV. Per le sue minori prestazioni, tale motore non fu previsto nella gamma della Grand Espace. Nello stesso anno si ebbe inoltre la scomparsa del 2 litri monoalbero dai listini di alcuni mercati, come ad esempio quello italiano. Ma il 1999 fu anche l'anno in cui si registrò il record di vendite per la Espace, che raggiunse i 71.200 esemplari prodotti in un solo anno, record ancor oggi imbattuto.
Nell'autunno del 2000 fu invece effettuato un leggerissimo restyling, quasi impercettibile, e visibile solo nei fari anteriori con parabole trasparenti. Le vere novità che caratterizzarono tale aggiornamento furono concentrate sottopelle: in particolare, il motore turbodiesel da 2.2 litri con 3 valvole per cilindro fu sostituito dal più moderno 2.2 dCi con tecnologia common rail, testata a 4 valvole per cilindro e turbocompressore a geometria variabile (nel 2.2 utilizzato fino a quel momento era a geometria fissa). La potenza di questo nuovo propulsore raggiunse i 129 CV. Sul fronte benzina, furono invece poche le novità: nei mercati ove ancora previsto, il 2 litri monoalbero scomparve con l'aggiornamento di gamma. Altre novità tecniche riguardarono l'arrivo di un nuovo cambio automatico a 4 rapporti denominato Proactive e previsto in abbinamento con il motore 2 litri bialbero. Infine, la versione con motore 2.2 litri turbodiesel venne equipaggiata con un impianto frenante a 4 dischi, dei quali quelli anteriori autoventilanti e quelli posteriori pieni.
Nel 2001 non si ebbero variazioni di rilievo, mentre nei primi mesi del 2002 scomparve dalla gamma il motore V6. In alcuni mercati, tra cui quello italiano non venne più previsto il 1.9 dTi. Furono gli ultimi aggiornamenti alla gamma della Espace III: nell'autunno dello stesso anno si ebbe il lancio della generazione successiva della monovolume francese.

### Riepilogo caratteristiche
Di seguito vengono riepilogate le principali caratteristiche delle varie versioni costituenti la gamma della Espace III. I prezzi riportati sono in milioni di lire e si riferiscono al livello di allestimento meno costoso, alla versione a passo corto ed al momento del debutto nel mercato italiano. A parità di motorizzazione, le versioni Grand Espace costavano 3 milioni di lire in più. I valori relativi alla massa a vuoto si riferiscono solo alle versioni a passo corto. Le Grand Espace pesavano solo 40 kg in più e i dati relativi a prestazioni e consumi sono pressoché coincidenti dall'una all'altra configurazione di carrozzeria.
| Modello | Motore | Cilindrata cm³ | Alimentazione                    | Potenza CV/rpm | Coppia Nm/rpm | Cambio/ N°rapporti      | Freni (ant./post.) | Massa a vuoto (kg) | Velocità max | Acceler. 0–100 km/h | Consumo (l/100 km) | Anni di produzione | Prezzo al debutto |
| Versioni a benzina                                                                                                  |        |                |                                  |                |               |                         |                    |                    |              |                     |                    |                    |                   |
| Espace 2.0 | F3R    | 1998           | Iniezione elettronica            | 114/5250       | 168/3500      | Manuale a 5 marce       | D/T                | 1.490              | 175          | 13"7                | 10.2               | 12/1996-10/20001   | 45.2              |
| Espace 2.0 16v | F4R    | 1998           | Iniezione elettronica            | 140/5500       | 188/3750      | Manuale a 5 marce       | D/D                | 1.490              | 185          | 11"6                | 9.3                | 10/1998-10/2002    | 50.6              |
| Espace 3.0 V6 | Z7X    | 2963           | Iniezione elettronica            | 167/5500       | 235/4500      | Automatico a 4 rapporti | D/D                | 1.650              | 195          | 11"                 | 14.8               | 12/1996-10/1998    | 73.9              |
| Espace 3.0 V6 24v                                                                                                   | L7X    | 2946           | Iniezione elettronica            | 190/5750       | 267/4000      | Automatico a 4 rapporti | D/D                | 1.680              | 203          | 10"6                | 12.3               | 10/1998-02/2002    | 71.4              |
| Versioni a gasolio                                                                                                  |        |                |                                  |                |               |                         |                    |                    |              |                     |                    |                    |                   |
| Espace 1.9 dTi2 | F9Q    | 1870           | Iniezione diretta pompa rotativa | 98/4000        | 200/2000      | Manuale a 5 marce       | D/T                | 1.480              | 167          | 15"                 | 6.9                | 02/1999-10/20023   | 54.8              |
| Espace 2.2 dT 12v                                                                                                   | G8T    | 2188           | Iniezione indiretta              | 113/4500       | 250/2000      | Manuale a 5 marce       | D/T                | 1.630              | 175          | 14"5                | 8.4                | 12/1996-10/2000    | 50.9              |
| Espace 2.2 dCi 16v                                                                                                  | G9T    | 2188           | Iniezione diretta common rail    | 129/4000       | 290/1750      | Manuale a 5 marce       | D/T                | 1.670              | 185          | 12"4                | 7.4                | 10/2000-10/2002    | 58.8              |
| Note: 1Nel mercato italiano solo fino al 1999 2Non disponibile come Grand Espace 3In Italia solo a partire dal 2000 |        |                |                                  |                |               |                         |                    |                    |              |                     |                    |                    |                   |

### Produzione

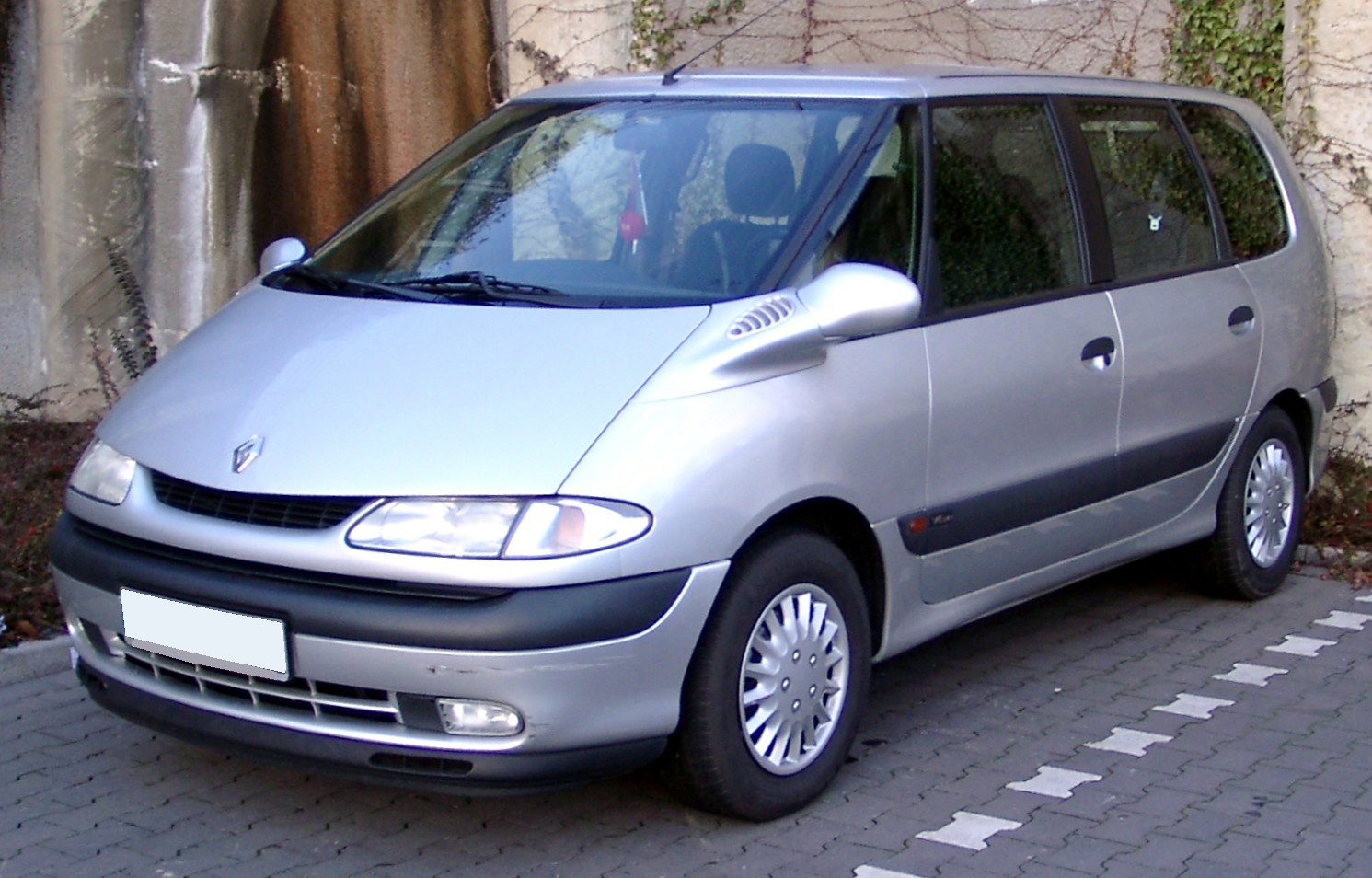

| Anno   | Esemplari prodotti |
| ------ | ------------------ |
| 1996   | 7.132              |
| 1997   | 59.518             |
| 1998   | 68.279             |
| 1999   | 71.200             |
| 2000   | 68.471             |
| 2001   | 59.465             |
| 2002   | 31.135             |
| Totale | 365.200            |